# 地宫

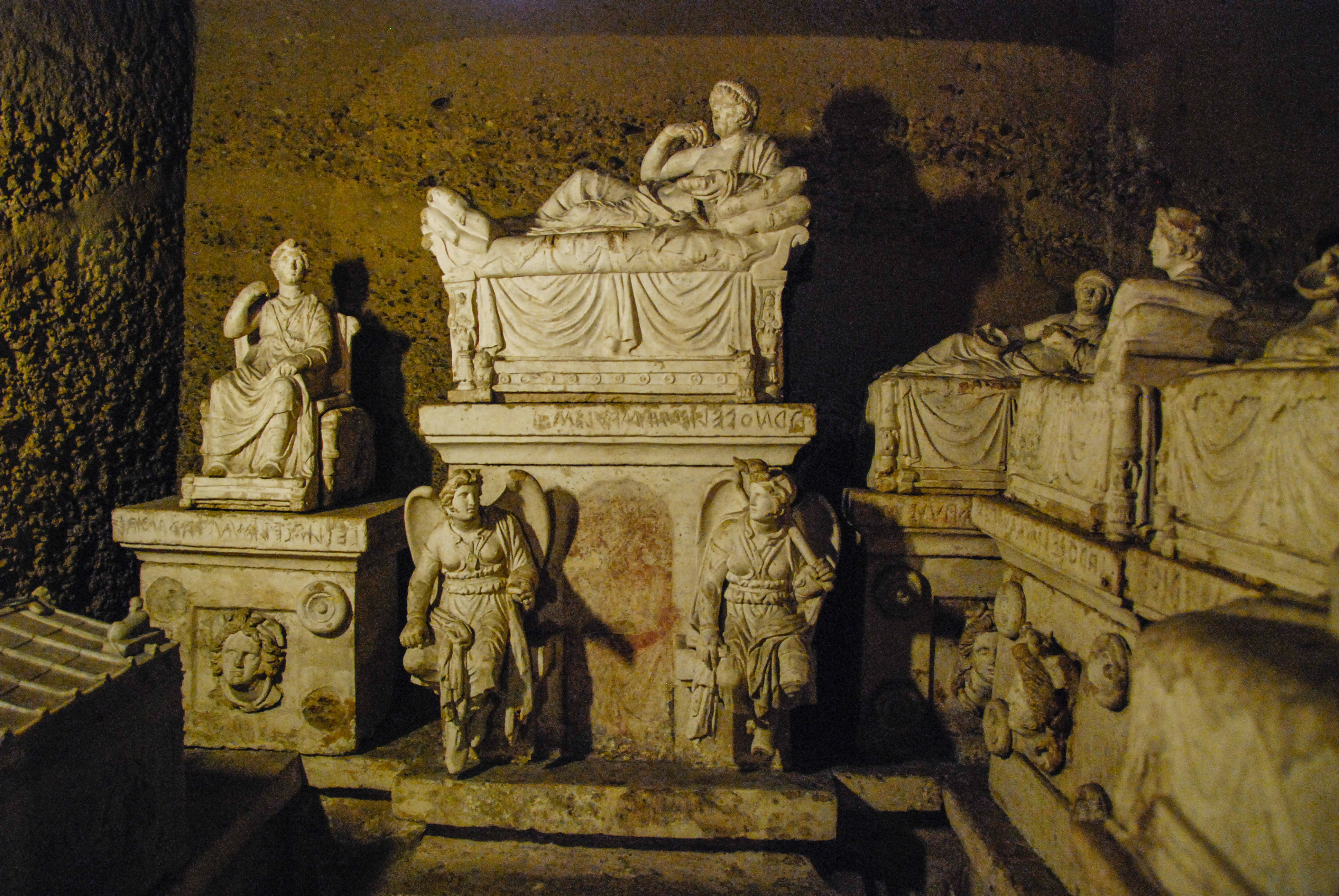
沃卢姆努斯地宫

地宫（拉丁語：hypogaeum，意思是“地下”）指建于地下的古代建筑。地宫通常是地下墓穴或者地下庙宇。著名的地宫有马耳他的哈尔萨夫列尼地宫、意大利的沃卢姆努斯地宫、叙利亚的三兄弟地宫、中国的法门寺地宫等。